# DALL-E
DALL·E, DALL·E 2, i DALL·E 3 su modeli teksta u sliku koje je razvio OpenAI koristeći metodologije dubokog učenja za generisanje digitalnih slika iz opisa prirodnog jezika poznatih kao „uputstva“.
Prva verzija DALL-E objavljena je u januaru 2021. Sledeće godine je izašao njen naslednik DALL-E 2. DALL·E 3 je prvobitno pušten u ChatGPT za korisnike ChatGPT Plus i ChatGPT Enterprise u oktobru 2023.  sa dostupnošću preko OpenAI API-ja i platforme „Labs“ koja je obezbeđena početkom novembra. Microsoft je implementirao model u Bingov alat za kreiranje slika i planira da ga implementira u svoju aplikaciju Designer.

## Spoljašnje veze
- DALL-E 3 System Card
- DALL-E 3 paper by OpenAI
- DALL-E 2 website
- Craiyon website